# All Things Digital
All Things Digital (auch AllThingsD.com) war eine Website, die als Teil des Technikjournalismus Berichte, Analysen und Tests rund um die Informationstechnik veröffentlichte. Die Gründung im Jahr 2007 durch Walter Mossberg und Kara Swisher war als Weiterführung der bereits zuvor durchgeführten Tagungen mit dem Namen D: All Things Digital Conference begründet. Durch den Weggang von Mossberg und Swisher und deren Neugründung von Re/code, einer konzeptionell sehr ähnlichen Website mitsamt jährlichen Konferenzen, wurde der Betrieb von All Things Digital Ende 2013 aufgegeben.

## Geschichte

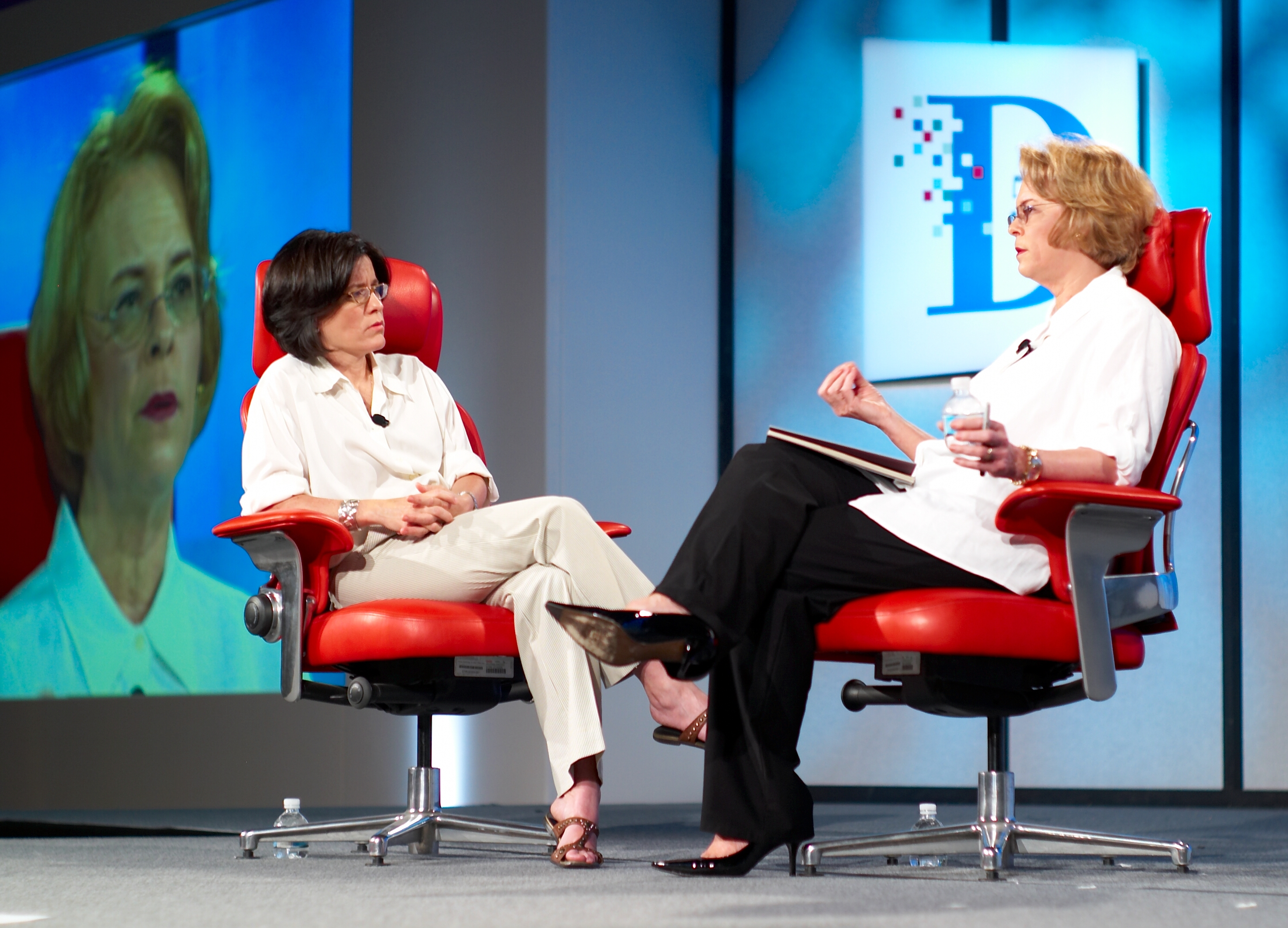
Kara Swisher mit Time-Inc.-Unternehmerin Ann Moore auf der D: All Things Digital Conference 2007

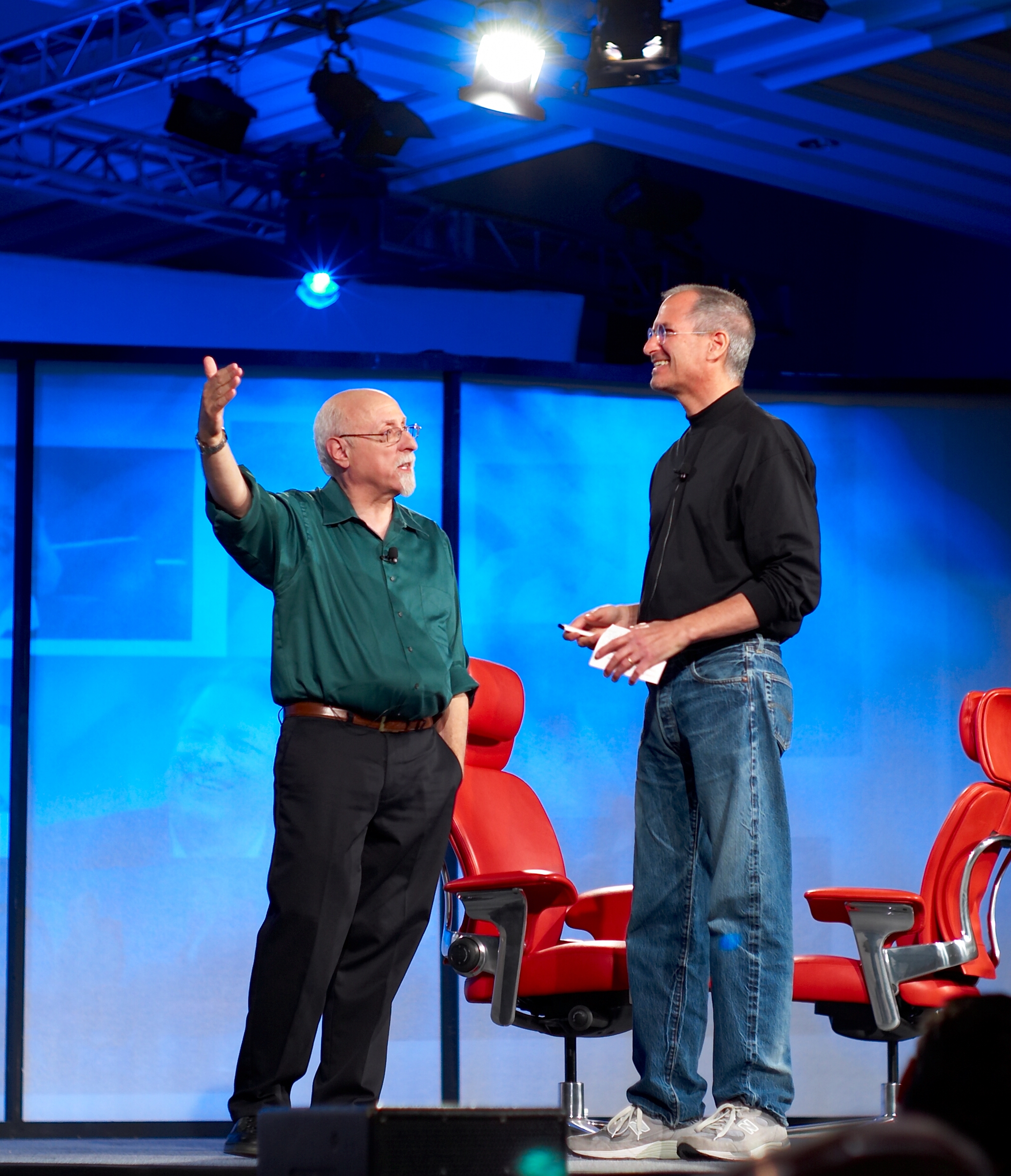
Walter Mossberg mit Apple-Gründer Steve Jobs auf der D: All Things Digital Conference 2007

Die erste D: All Things Digital Conference fand vom 27. bis 29. Mai 2003 statt, zu den Interviewgästen gehörten Steve Jobs, Bill Gates, Steve Case und Meg Whitman. Die Konferenz entwickelte sich aus der journalistischen Arbeit durch Walter Mossberg und Kara Swisher im Bereich Technik beim Wall Street Journal und wurde schnell zum „Goldstandard für Live-Journalismus“, so The New York Times in der Rückschau 2018. Mit dem Start der Website 2007 wurde All Things Digital zu einer eigenständigen Sparte, die gemeinsam mit anderen Tochtergesellschaften von der Dow Jones & Company, nämlich WSJ.com, MarketWatch, Barron’s und SmartMoney, das „Digitale Netzwerk“ („Digital Network“) des Wall Street Journals bildeten.
Steve Jobs, der abgesehen von Produktpräsentationen kaum Termine in der Öffentlichkeit wahrnahm, wurde sechsmal auf dieser Konferenz interviewt, der gemeinsame Auftritt mit Bill Gates 2007 gehört zu den bedeutendsten Interviews in der Geschichte der Informationstechnik.
Nachdem Mossberg und Swisher im September 2013 nicht zu einer Einigung bei der Erneuerung der Verträge mit der Dow Jones & Company gekommen waren, verließen die beiden mit allen hauptamtlichen Mitarbeitern, darunter Lauren Goode und Peter Kafka, All Things Digital und gründeten eigenverantwortlich die Website Re/code, welche am 1. Januar 2014 online gestellt wurde. Damit einher ging die Einstellung der Website, die Namensrechte verblieben bei der Dow Jones & Company und die Domain leitet seither auf die Technologie-Sektion von WSJ.com weiter. Alle zuvor veröffentlichten Artikel sind dessen ungeachtet weiter zugänglich.
Mehrere Gastauftritte hatte die Konferenz D: All Things Digital bei der Fernsehserie Silicon Valley, unter anderem treten sowohl Walter Mossberg und Kara Swisher in eigener Person auf und im Vorspann der zweiten Staffel wird das Logo von All Things Digital durch das von Re/code ersetzt.